# Takayoshi Ishihara
Takayoshi Ishihara (jap. 石原 崇兆; * 17. Dezember 1992 in Fuji, Präfektur Shizuoka) ist ein japanischer Fußballspieler.

## Karriere
Takayoshi Ishihara erlernte das Fußballspielen in der Jugendmannschaft des Erstligisten Shimizu S-Pulse in Shimizu. Seinen ersten Profivertrag unterschrieb er 2011 bei Fagiano Okayama. Der Verein aus der Hafenstadt Okayama spielte in der zweithöchsten Liga des Landes, der J2 League. Bis Ende 2014 absolvierte er für den Club 129 Zweitligaspiele. 2015 wechselte er zum Erstligisten Matsumoto Yamaga FC nach Matsumoto. Ende 2015 stieg er mit dem Club in die J2 League ab. 2018 wurde er mit Matsumoto Meister der zweiten Liga und stieg wieder in die erste Liga auf. Für Matsumoto stand er 130-mal auf dem Spielfeld. 2019 wechselte er zum Ligakonkurrenten Vegalta Sendai nach Sendai. Am Saisonende 2021 belegte er mit dem Klub den neunzehnten Tabellenplatz und musste in zweite Liga absteigen. Nach über 100 Ligaspielen wechselte er zu Beginn der Saison 2023 zum ebenfalls in der zweiten Liga spielenden Zweigen Kanazawa. Am Ende der Saison 2023 belegte er mit Zweigen den letzten Tabellenplatz und musste somit den Weg in die dritte Liga antreten.

## Erfolge
Matsumoto Yamaga FC
- Japanischer Zweitligameister: 2018  ▲